# Orconectes immunis
Orconectes immunis е вид десетоного от семейство Cambaridae. Видът не е застрашен от изчезване.

## Разпространение и местообитание
Разпространен е в Канада (Квебек, Манитоба и Онтарио) и САЩ (Айдахо, Айова, Алабама, Арканзас, Върмонт, Илинойс, Индиана, Канзас, Кентъки, Колорадо, Масачузетс, Минесота, Мисисипи, Мисури, Мичиган, Небраска, Невада, Ню Йорк, Ню Хампшър, Охайо, Род Айлънд, Северна Дакота, Тенеси, Уайоминг, Уисконсин и Южна Дакота). Внесен е в Германия.
Обитава сладководни басейни и потоци.

## Описание
Популацията на вида е стабилна.